# Organisation commune de lutte antiacridienne et de lutte antiaviaire
 (juillet 2009).
Si vous disposez d'ouvrages ou d'articles de référence ou si vous connaissez des sites web de qualité traitant du thème abordé ici, merci de compléter l'article en donnant les références utiles à sa vérifiabilité et en les liant à la section « Notes et références ».
 (août 2014).
L'Organisation commune de lutte antiacridienne et de lutte antiaviaire (OCLALAV) est une organisation internationale qui regroupait le Bénin, le Burkina Faso, le Cameroun, la Côte d'Ivoire, la Gambie, le Mali, la Mauritanie, le Niger, le Sénégal, et le Tchad.
Comme son nom l’indique, elle luttait contre les acridiens (sauteriaux, criquets, sauterelles) et les oiseaux granivores (vulgairement appelés mange-mil).
Héritière de la période coloniale cette organisation semblait avoir, en 1980, de beaux restes mais en fait était gangrenée par une situation financière extrêmement précaire. En outre les relations entre les pays qui la composaient étaient complexes, des pays que parfois tout séparait… religion, systèmes politiques, histoire, us et coutumes, climat. Il faut dire que son champ d’action était immense: toute la zone semi désertique Sahélo Saharienne d’expression française, soit du cap vert (Dakar) aux confins orientaux du Tchad, jusqu’aux zones pluvieuses du golfe de Guinée (Cameroun).
Elle disparaît en 1986 et certains de ses pays membres ont rejoint la Commission de Lutte contre le Criquet Pèlerin en Afrique du Nord-Ouest en 2003.